# دبيق طرفي الأزهار
الدبيق طرفي الأزهار (باللاتينية: Bupleurum lateriflorum) نوع نباتي ينتمي إلى جنس الدبيق من الفصيلة الخيمية.

## الموئل والانتشار
موطن هذا النوع المغرب العربي.